# Canton de Montier-en-Der
Le canton de Montier-en-Der est une ancienne division administrative française située dans le département de la Haute-Marne et la région Champagne-Ardenne.

## Géographie
Ce canton était organisé autour de Montier-en-Der dans l'arrondissement de Saint-Dizier. Son altitude  moyenne est de 133 m.

## Représentation

### Conseillers d'arrondissement (de 1833 à 1940)
Le canton de Montier appartenait à l'arrondissement de Wassy jusqu'à sa disparition en 1926.
| Période                                  | Période | Identité                                      | Étiquette             | Qualité |
| ---------------------------------------- | ------- | --------------------------------------------- | --------------------- | --- |
| 1833                                     | 1836    | Adrien Charles Linet (1796-1868)              |                       | Propriétaire à Montier-en-Der (maire de 1850 à 1860)                                                        |
| 1836                                     | 1842    | Pierre Nicolas Châales des Étangs (1794-1865) |                       | Médecin à Ceffonds                                                                                          |
| 1842                                     | 1848    | Adrien Charles Linet                          |                       | Propriétaire à Montier-en-Der                                                                               |
|                                          |         |                                               |                       | |
| 1886                                     | 1919    | Jules-Antoine Persin                          | Républicain           | Maire de Longeville-sur-la-Laines, Président du Conseil d'arrondissement                                    |
| 1919                                     | 1937    | Georges Barbier                               | Républicain de droite | Agriculteur-éleveur, maire de Sommevoire                                                                    |
| Décembre 1937                            | 1940    | Pierre Pailley                                | Républicain modéré    | Propriétaire à Puellemontier                                                                                |
| 1940                                     |         |                                               |                       | Les conseils d'arrondissement ont été suspendus par la loi du 12 octobre 1940 et n'ont jamais été réactivés |
| Les données manquantes sont à compléter. |         |                                               |                       | |

### Conseillers généraux de 1833 à 2015
| Période | Période          | Identité                                       | Étiquette                | Qualité |
| ------- | ---------------- | ---------------------------------------------- | ------------------------ | --- |
| 1833    | 1842 (démission) | Charles Armand Defailly                        | Majorité gouvernementale | Chef d'escadron d'artillerie Député (1831-1835)                                                              |
| 1842    | 1865 (décès)     | Pierre Nicolas Châales des Etangs              |                          | Docteur en médecine, maire de Ceffonds, conseiller d'arrondissement                                          |
| 1865    | 1868 (décès)     | Adrien Linet-Saint-Germain                     | Républicain              | Chef d'escadron d'état-major en retraite à Montier-en-Der, ancien maire, ancien conseiller d'arrondissement  |
| 1868    | 1871             | Louis Alphonse Georges de Meyronnet            |                          | Attaché d'ambassade, maire de Puellemontier                                                                  |
| 1871    | 1913             | Charles Linet (1833-1922, fils d'Adrien Linet) | Républicain Rad.         | Chef d'escadron d'état-major Conseiller municipal de Montier-en-Der                                          |
| 1913    | 1919             | Jules Percheron                                | Rad.                     | Maire de Montier-en-Der                                                                                      |
| 1919    | 1931             | Paul Dumaine                                   | URD                      | Agriculteur, maire de Longeville-sur-la-Laines Président de la Chambre d'agriculture Député de 1928 à 1932   |
| 1931    | 1937             | Paul Percheron (fils de J.Percheron)           | Rad.                     | Minotier, maire de Montier-en-Der                                                                            |
| 1937    | 1940             | Georges Barbier                                | Union antimarxiste PSF   | Agriculteur-éleveur, maire de Sommevoire, conseiller d'arrondissement Nommé conseiller départemental en 1943 |
|         |                  |                                                |                          | |
| 1945    | 1969 (décès)     | Georges Barbier                                | DVD-CNIP                 | Agriculteur à Sommevoire Président du Conseil Général (1955-1961)                                            |
| 1969    | 1979             | Pierre Prévot                                  | Rad. puis DVD            | Cultivateur Maire de Ceffonds                                                                                |
| 1979    | 1985             | Georges Trussart                               | DVD                      | Exploitant agricole, maire de Montier-en-Der                                                                 |
| 1985    | 1992             | Roger Mielle                                   | DVD                      | Commerçant, conseiller municipal de Montier-en-Der                                                           |
| 1992    | 2011             | Jean-Jacques Bayer                             | UDF puis UMP             | Receveur-percepteur Maire de Montier-en-Der Vice-Président du Conseil Général                                |
| 2011    | 2015             | Eric Krezel                                    | DVG                      | Fonctionnaire Adjoint au Maire de Ceffonds (maire depuis 2020)                                               |

## Composition
Le canton de Montier-en-Der regroupait 11 communes et comptait 5 331 habitants (recensement de 1999 sans doubles comptes).
| Communes                       | Population (2012) | Code postal | Code Insee |
| ------------------------------ | ----------------- | ----------- | ---------- |
| Ceffonds                       | 586               | 52220       | 52088      |
| Droyes                         | 333               | 52220       | 52180      |
| Frampas                        | 152               | 52220       | 52206      |
| Longeville-sur-la-Laines       | 419               | 52220       | 52293      |
| Louze                          | 307               | 52220       | 52296      |
| Montier-en-Der                 | 2 019             | 52220       | 52331      |
| Planrupt                       | 244               | 52220       | 52391      |
| Puellemontier                  | 172               | 52220       | 52411      |
| Robert-Magny-Laneuville-à-Rémy | 233               | 52220       | 52427      |
| Sommevoire                     | 776               | 52220       | 52479      |
| Thilleux                       | 90                | 52220       | 52487      |

## Démographie
| 1962  | 1968  | 1975  | 1982  | 1990  | 1999  | 2009  |
| ----- | ----- | ----- | ----- | ----- | ----- | ----- |
| 5 287 | 5 922 | 5 585 | 5 436 | 5 305 | 5 331 | 5 705 |